# Episodi di Primeval (prima stagione)
La prima stagione di Primeval è andata in onda sul canale britannico ITV1 dal 10 febbraio al 17 marzo 2007. In Italia è stata trasmessa in prima visione su Jimmy dal 28 dicembre 2007 all'11 gennaio 2008. È stata successivamente proposta in chiaro da Rai 2 dal 2 luglio al 9 luglio 2009.
| nº | Titolo originale | Titolo italiano | Prima TV UK      | Prima TV Italia  |
| -- | ---------------- | --------------- | ---------------- | ---------------- |
| 1  | Episode 1        | Episodio 1      | 10 febbraio 2007 | 28 dicembre 2007 |
| 2  | Episode 2        | Episodio 2      | 17 febbraio 2007 | 28 dicembre 2007 |
| 3  | Episode 3        | Episodio 3      | 24 febbraio 2007 | 4 gennaio 2008   |
| 4  | Episode 4        | Episodio 4      | 3 marzo 2007     | 4 gennaio 2008   |
| 5  | Episode 5        | Episodio 5      | 10 marzo 2007    | 11 gennaio 2008  |
| 6  | Episode 6        | Episodio 6      | 17 marzo 2007    | 11 gennaio 2008  |

## Episodio 1
Uno zoologo evoluzionista, Nick, insieme alla sua "guardia del corpo" Steven e un aspirante paleontologo, Connor, indagano sull'avvistamento di una creatura mostruosa in un bosco. Durante le loro ricerche incontrano Claudia Brown, una funzionaria del ministro dell'interno, che sta indagando anche lei su quel mostro. Nel frattempo, un ragazzo di 11 anni trova una strana lucertola e chiama lo zoo per identificarla. La rappresentante dello zoo, Abby, dice che quell'animale (a cui il ragazzo ha dato il nome di Rex) non fa parte di nessuna specie conosciuta. I due si incamminano nel bosco, dove il ragazzino ha trovato Rex, ma sentono il rumore di una creatura mostruosa e scappano, separandosi. Il ragazzino, inseguito, attraversa uno strano portale, trovandosi in un mondo popolato dove vede sfrecciare in cielo lucertole simili a Rex. Costretto a scappare si rifugia in casa dove viene attaccato in camera sua da un gigantesco mostro. Abby incontra Connor, Nick e Steven a cui racconta tutto, poco prima di trovarsi faccia a faccia con un mostro preistorico che fanno entrare nel portale, definito anomalia. Connor riconosce la creatura e capisce che è uno Scutosauro erbivoro e quindi non può essere il mostro che ha attaccato Abby e il ragazzino. Steven va in una scuola elementare dove il ragazzino di 11 anni e la sua maestra sono sotto attacco della creatura che si rivela un Gorgonopside. Steven riesce a fuggire, ma non a catturare il mostro. Intanto Nick decide di attraversare l'anomalia per andare a cercare sua moglie Helen scomparsa in quella stessa foresta 8 anni prima. La squadra ne approfitta per spedire Rex nel passato. Nick attraversa l'anomalia e trova i resti di un accampamento umano nel passato, tra i quali trova degli oggetti appartenuti ad Helen. Tornato nel presente vengono attaccati dal Gorgonopside che riescono ad uccidere. Più tardi si scopre che Abby ha nascosto Rex e quello rispedito nel passato era un altro esemplare della stessa specie.
- Gorgonopside
- Scutosaurus
- Coelurosauravus

## Episodio 2
In un cunicolo della metropolitana di Londra un inserviente viene morso da qualcosa che definisce "un enorme insetto". Intanto Connor ed Abby vanno a investigare in una proprietà privata, ma i due amici di Connor gli fanno un brutto scherzo e arriva la polizia. Non senza fatica Nick e Steven li tirano fuori dai guai e licenziano Connor, perché ha parlato delle anomalie con i suoi amici. Il resto della squadra va a investigare e scoprono una colonia di giganteschi ragni. I ragni rientrano nell'anomalia, ma un enorme millepiedi, responsabile della morte dell'inserviente, attacca la squadra, che si separa. Abby e Steven tornano in superficie, ma Nick resta intrappolato sotto. Per identificare la creatura chiamano Connor, che dice che è un'Arthropleura. Steven entra nell cunicolo, ma viene morso dall'Artropleura. La squadra cerca l'insetto e lo trova. Nick riesce a prendere un campione del veleno ed a uccidere l'Artropleura, fulminandola. Con il veleno fabbricano un antidoto per Steven e riescono a salvarlo. Alla fine lui dice di aver visto Helen e Connor rientra nella squadra.
- Mesothelae
- Arthropleura

## Episodio 3
Un bagnino viene sbranato in una piscina da un Mosasauro, mentre la fidanzata assiste alla scena. La squadra indaga, ma l'anomalia si è chiusa mentre la creatura ed il corpo sono dall'altra parte. La polizia accusa la fidanzata, che non è creduta, mentre il cadavere viene ritrovato in un lago molto distante. La creatura attacca nuovamente, ma sopraggiunge la squadra che riesce a fermarlo. Nick capisce che le anomalie si possono spostare, e traccia una linea che unisce i due luoghi dove si è aperta, affermando che l'anomalia si aprirà lungo quella linea. Inizialmente non viene creduto, almeno finché l'anomalia non si apre nello scantinato di una casa che viene allagata e l'idraulico viene aggredito da un Hesperornis. Il team sopraggunge e Nick attraversa l'anomalia in cerca di Helen. Anche stavolta la trova ed hanno un dialogo in cui rivela che lei era fuggita attraverso le ere e voleva Nick assieme a lei. Nick rifiuta, ma decide di non riportarla nel presente come gli era stato chiesto. Quando torna nel presente, però viene arrestato e vede che anche Helen è stata catturata.
- Mosasaurus
- Hesperornis
- Pesce (specie sconosciuta)

## Episodio 4
Helen afferma che la squadra debba seguire le sue indicazioni, o un branco di Smilodonti avrebbe invaso il centro di Londra, la rivelazione di Helen si scopre un trucco per scappare, mentre l'anomalia permette di arrivare a Londra non Smilodonti, ma soltanto Dodo. Due amici di Connor trovano un Dodo e credono che ci sia una cospirazione del governo che vuole clonare animali preistorici. Così lo rinchiudono, ma il Dodo muore non prima di aver morso uno dei due amici che comincia ad avere un comportamento strano. Il comportamento dell'amico di Connor peggiora e l'amico lo porta in ospedale. Dopo vari eventi si arriva alla scoperta del fatto che un parassita preistorico che si trovava nel dodo è entrato in lui e ne modifica il comportamento, prima di ucciderlo, una volta che il parassita si è riprodotto. La squadra riesce ad isolare il parassita, anche se non riescono a salvare l'ospite.
- Dodo
- Verme parassita

## Episodio 5
In un campo da golf un golfista viene brutalmente dilaniato. La squadra indaga e scopre che l'anomalia si trova in aria. Connor, per errore, fa fuggire Rex, che segue il padrone fino al campo da golf. Uno Pteranodon sembra attaccare Connor, ma viene catturato, anche con una contusione cerebrale di Claudia. Si scopre, però, che lo Pteranodon inseguiva Rex e non Connor. Non era stato lui quindi ad uccidere il golfista. La squadra si allontana, ma Claudia viene portata nell'infermeria di un albergo lì vicino. Nick la segue. I due vengono, però attaccati da uno sciame di piccoli pterosauri molto aggressivi, i responsabili della morte del golfista. Nick riesce ad arrivare ad un'ambulanza per chiedere aiuto, ma Claudia si trova sotto assedio dalle creature. Viene salvata dall'arrivo di Helen, che uccide gli pterosauri, poco prima di svanire nel nulla.
- Pteranodon
- Anurognathus

## Episodio 6
Due leoni svaniscono nello zoo dove lavora Abbie, mentre in città svaniscono tre persone. Intanto Helen si rifà viva, e dice a Steven di presentarsi con tutti i membri dell'ARC l'indomani, per una faccenda di enorme importanza. Helen rivela che un predatore del futuro, evoluzione di un pipistrello, è arrivato nella nostra era. Così l'ARC si trova a combattere un predatore pericolosissimo, agile e furbo, capace di "vedere" i suoni, penetrato nella nostra era insieme ai suoi cuccioli da un'anomalia che parte nel periodo Permiano, seguendo Helen. Riusciranno a sconfiggerlo, ma, attraversando l'anomalia che porta al Permiano, scopriranno che in giro in quell'epoca c'è la compagna del predatore, e che l'accampamento scoperto nel primo episodio era il loro. Così sorge un atroce dubbio: di chi era il cadavere? Nel frattempo l'altro predatore attacca, uccidendo un membro della squadra, ma inscenando una lotta mortale con un gorgonopside. Il Predatore viene ucciso e il gorgonopside nel mezzo della battaglia aveva divorato la maggior parte dei cuccioli. Nick, così, ritorna nel nostro tempo, dove Helen rivela una sua vecchia relazione con Steven. Due cuccioli del Predatore, rimasti vivi e illesi, in qualche maniera alterano il corso del tempo e quando Nick torna nella sua epoca nessuno, a parte lui, sembra più ricordarsi dell'esistenza di Claudia.
- Discendente del pipistrello